# Neoguembelina
Neoguembelina es un género de foraminífero, planctónico y/o bentónico, considerado un sinónimo posterior de Bifarina de la subfamilia Gublerininae, de la familia Heterohelicidae, de la superfamilia Heterohelicoidea, del suborden Globigerinina y del orden Globigerinida. Su especie tipo era Rectoguembelina alabamensis. Su rango cronoestratigráfico abarcaba el Paleoceno.

## Descripción
Su descripción podría coincidir con la del género Bifarina, ya que Neoguembelina ha sido considerado un sinónimo subjetivo posterior. La principal diferencia propuesta se basaba en la asunción de que Neoguembelina presentaba un estadio inicial biseriado y Bifarina un estadio inicial planiespiralado, pero esto no ha podido ser confirmado y la propuesta ha sido rechazada.

## Discusión
El género Neoguembelina no ha tenido mucha difusión entre los especialistas. Fue propuesto para incluir las especies paleocenas de Bifarina, restringiendo está última al Cretácico, pero dicha propuesta no ha sido aceptada posteriormente. Clasificaciones posteriores incluirían Neoguembelina en el orden Heterohelicida.

## Clasificación
Neoguembelina incluía a las siguientes especies:
- Neoguembelina alabamensis †
- Neoguembelina laevigata †